# Joëlle Gardes
Pour les articles homonymes, voir Gardes.
Joëlle Gardes (née le 8 avril 1945 à Marseille où elle est morte le 11 septembre 2017) est une linguiste et une écrivaine française.

## Biographie
Ancienne élève de l'École normale supérieure de jeunes filles (promotion L1965), elle est agrégée de grammaire et docteure ès lettres (1978).
Elle est professeure émérite de rhétorique et poétique à la Sorbonne[Quand ?]. Sous le nom de Joëlle Gardes-Tamine, elle a publié de nombreux articles et ouvrages sur le langage, en particulier le langage de la poésie, et a édité chez Gallimard les correspondances du poète avec Jean Paulhan, Jean Ballard et Roger Caillois. De 1990 à 2000 elle dirige la Fondation Saint-John Perse. Elle est membre du Comité de rédaction de la revue internationale de poésie contemporaine Place de la Sorbonne[Quand ?]. Dans les dernières années de sa vie[Quand ?], elle est revenue à l'italien en participant très activement aux travaux du groupe Une autre poésie italienne, animé à Paris III par Jean-Charles Vegliante.

## Œuvre universitaire
- La rhétorique, Armand Colin, 2002 (1re éd. 1996), 181 p. (ISBN 2-200-26243-4)
- Pour une grammaire de l'écrit, Belin, 2004  (ISBN 2-7011-3703-9) (BNF 39159469)
- Pour une nouvelle théorie des figures, PUF, 2011  (ISBN 9782130579090)
- Au cœur du langage : la métaphore, Honoré Champion, 2011  (ISBN 9782745321121)
- Rhétorique et poétique : la littérature et sa belle parole, Honoré Champion, 2015  (ISBN 9782745328502)

## Œuvre littéraire

### Théâtre
- Madeleine B. ou La lune rousse, publié en 2006 aux éditions de l'Amandier, joué au Grand Parquet, à Paris, en juin 2005, à Avignon en juillet 2007 et au festival de Spa en 2008 dans une mise en scène de Patrice Kerbrat avec Frédérique Tirmont.

### Romans
- Ruines, éditions Via Valeriano, 1998.
- La Mort dans nos poumons, éditions Via Valeriano/Léo Scheer, 2003.
- Jardin sous le givre, éditions Aden, 2007, prix Peindre en Provence.
- Le Charognard, éditions du Rocher, 2007, finaliste du prix Michel-Lebrun.
- Olympe de Gouges. Une vie comme un roman, éditions de l'Amandier, 2008.
- Le Poupon, éditions de l'Amandier, 2011.
- Louise Colet. Du sang, de la bile, de l'encre et du malheur, éditions de l'Amandier, 2015.

### Poésie
- Poèmes publiés en revue, Europe, Autre Sud, Les Archers.
- Dans le silence des mots, éditions de l'Amandier, 2008, finaliste du prix du premier recueil de la Fondation d'entreprise pour la poésie.
- Méditations de lieux, textes de Claude Ber et de Joëlle Gardes, éditions de l'Amandier, 2010.
- Par-delà les murs, poèmes pour accompagner des photographies de Patrick Gardes et des gravures de Martine Rastello, éditions de l'Amandier, 2010.
- L'eau tremblante des saisons, éditions de l'Amandier, 2012.
- Sous le lichen du temps, photographies de Patrick Gardes, édition de l'Amandier, 2014.
- Histoires de femmes, dessins de Stephane Lovighi Bourgogne, éditions Cassis Belli, 2016.

### Nouvelles
- A perte de voix, nouvelles, éditions de l'Amandier, 2014.
- Plusieurs nouvelles publiées en revue, Europe, Autre Sud, Revue Marseille...

### Travail avec des plasticiens
- Fragments poétiques sur des aquarelles d'Henri Maccheroni. Ut pictura poesis. Dans la palpitation de l'invisible, l'ensemble ayant donné lieu à sept livres d'artiste.
- En collaboration avec le photographe Christian Ramade, trois fictions-documentaires publiées aux éditions Images en manœuvres, Roches et failles, Virginia Woolf à Cassis, 2002, Sources et collines, Marcel Pagnol à Aubagne, 2002, Intimités et errances, Albert Cohen à Marseille, 2003. Germaine et le Nord Pinus, 2013, éditions Equinoxe.
- Livres d'artistes avec Martine Rastello.